# Gyula Cseszneky
Gyula István Cseszneky de Milvány et Csesznek (* 28. Juni 1914 in Nagymajor; † nach 1970 in Brasilien) war ein ungarischer Dichter, Übersetzer, Abenteurer und Angehöriger des Magnatengeschlechts Cseszneky.

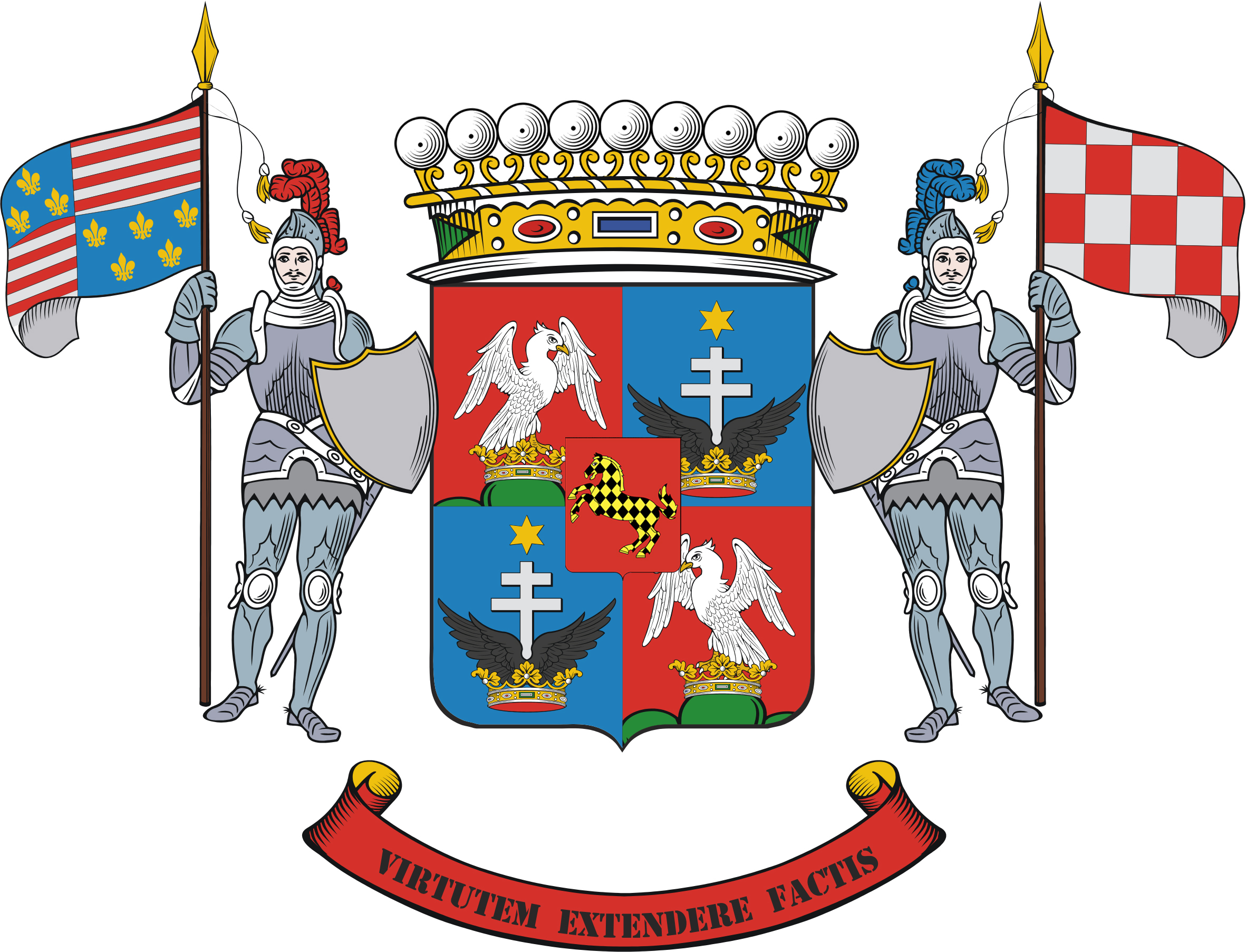
Das Wappen der Grafen Cseszneky de Milvány

## Leben
Ursprünglich studierte er für das katholische Priesteramt, änderte dann seine Meinung und besuchte, da er von der Familie Boncompagni finanziell unterstützt wurde, in Italien eine Militärschule. Als Liebhaber der italienischen Sprache und Kultur übersetzte er mehrere Gedichte von Gabriele D’Annunzio ins Ungarische. Cseszneky bewunderte den italienischen Dichter. Wahrscheinlich waren seine anschließenden Abenteuer im Balkan inspiriert von D’Annunzios Italienische Regentschaft am Quarnero.
Im Jahr 1940, nach dem Zweiten Wiener Schiedsspruch, nahm er als ungarischer Offizier der Reserve an der Wiederbesetzung Nordsiebenbürgens teil. Während des Einmarsches wurde er vom Regenten Miklós Horthy mit dem Titel „vitéz Milványi“ ausgezeichnet.
1941, während des Zweiten Weltkriegs, wurde Cseszneky Berater von Aimone, 4. Herzog von Aosta und Herzog von Spoleto, dem designierten König Ustascha-Kroatiens. In Kroatien wurde Csesznekys Titel als Graf anerkannt und bestätigt. Da der König seinen Thron in Zagreb nicht bestieg, quittierte Cseszneky den Dienst.
Nach dem Krieg zog Cseszneky von Aosta nach Argentinien und verstarb später in Brasilien.